# St. Charles (Virginia)
St. Charles es un lugar designado por el censo situado en el condado de Lee, Virginia  (Estados Unidos). Según el censo de 2010 tenía una población de 128 habitantes.

## Demografía
Según el censo del 2000, St. Charles tenía 159 habitantes, 61 viviendas, y 43 familias. La densidad de población era de 361,1 habitantes por km².
De las 61 viviendas en un 39,3%  vivían niños de menos de 18 años, en un 44,3%  vivían parejas casadas, en un 21,3% mujeres solteras, y en un 27,9% no eran unidades familiares. En el 24,6% de las viviendas  vivían personas solas el 11,5% de las cuales correspondía a personas de 65 años o más que vivían solas. El número medio de personas viviendo en cada vivienda era de 2,61 y el número medio de personas que vivían en cada familia era de 3,02.
Por edades la población se repartía de la siguiente manera: un 30,2% tenía menos de 18 años, un 11,9% entre 18 y 24, un 28,3% entre 25 y 44, un 18,9% de 45 a 60 y un 10,7% 65 años o más.
La edad media era de 30 años.  Por cada 100 mujeres de 18 o más años  había 85 hombres.
La renta media por vivienda era de 14.821$ y la renta media por familia de 16.875$. Los hombres tenían una renta media de 24.583$ mientras que las mujeres 11.786$. La renta per cápita de la población era de 10.133$. En torno al 43,8% de las familias y el 44,7% de la población estaban por debajo del umbral de pobreza.